# أبو الوليد المهري
أبو الوليد عبد الملك بن قطن المهري القضاعي القيرواني (170 هـ - 256 هـ / 786م - 870م) أديب، ومؤرخ، ولغوي من أهل القيروان في المغرب، ولد عام (170 هـ/786م) في القيروان ونشأ فيها، وتعلم على يد عُلمائها، وكان مقرباً من ملك المغرب زيادة الله بن محمد الأغلبي قال ياقوت الحموي: «كان أبو الوليد المهري من أحفظ الناس لأنساب العرب وأشعارهم ووقائعهم وأيامهم وله كتب كثيرة ألفها، وكان شاعراً خطيباً بليغاً من عقلاء العلماء وانتهت إليه رئاسة الأدباء في إفريقية في زمانه». وقال عنه صلاح الدين الصفدي: «كان أبو الوليد من أحفظ أهل الزمان بالأنساب والوقائع والأشعار وله كتاب تفسير مغازي الواقدي وكتاب اشتقاق الأسماء ذيل به على قطرب وكان شاعراً خطيباً بليغاً مفوهاً وعمر طويلاً».

## مؤلفاته
كان له عدد من المؤلفات ومنها:
- تفسير مغازي الواقدي
- كتاب الألفاظ
- كتاب الأشتقاق